# 榕扁粉蝨
榕扁粉蝨（学名：Aleuroplatus fici）为粉蝨科扁粉蝨屬下的一个种。